# 윌프레드 번게이
윌프레드 번게이(Wilfred Bugei, 1980년 6월 24일 ~ )는 케냐의 중거리 육상 선수로 7분 02초 43의 4x800m 계주 세계신기록 보유자이다. 케냐의 카비리르상(Kabirirsang) 출신으로 1998년, 사모에이 고등학교(Samoei High School)를 졸업했다. 그 해 출전한 세계주니어육상선수권대회 800m에서 은메달을 획득했다.
번게이는 2001년 세계 육상 선수권 대회 800m에서 은메달을 따며 두각을 나타내기 시작했으며 다음 해인 2002년에는 1분 42초 34의 개인 최고 기록을 세웠다. 이는 남자 800m 역대 5위에 해당하는 기록이다. 이후 2003년부터 2005년까지 3년 동안 시즌 베스트 기록을 세우며 800m의 강자로 군림했다. 그러나 메이저 대회와는 인연이 없어 2004년 하계 올림픽에서 5위, 2005년 세계육상선수권대회에서 4위에 그쳤다.
그러나 2006년 세계실내육상선수권대회 800m에서 2004년 하계 올림픽 금메달리스트 유리 보르자코프스키와 은메달리스트 음불라에니 물라우지를 꺾고 금메달을 땄고, 2007년 오사카 세계선수권에선 5위에 그쳤으나 다음 해에 열린 2008년 하계 올림픽 800m에서 금메달을 획득했다.
2005년 대구 국제 육상 경기 대회부터 2009년 대구 국제 육상 경기 대회까지 빠짐 없이 참여해 한국에는 총 5차례 방문했다.

## 성적

### 주요 대회 성적
| 날짜            | 종목 | 대회                           | 장소         | 순위 | 기록    | 기타           |
| --------------- | ---- | ------------------------------ | ------------ | ---- | ------- | -------------- |
| 1998년 7월 31일 | 800m | 1998년 세계 주니어 육상 선수권 | 안시         | 2위  | 1:47.53 | 개인 최고 기록 |
| 2001년 8월 7일  | 800m | 2001년 세계 육상 선수권 대회   | 에드먼턴     | 2위  | 1:47.79 |                |
| 2003년 3월 16일 | 800m | 2003년 세계 실내 육상 선수권   | 버밍엄       | 3위  | 1:46.54 |                |
| 2003년 9월 13일 | 800m | 2003년 세계 육상 파이널        | 모나코       | 1위  | 1:45.97 |                |
| 2004년 8월 28일 | 800m | 2004년 하계 올림픽             | 아테네       | 5위  | 1:45.31 |                |
| 2004년 9월 18일 | 800m | 2004년 세계 육상 파이널        | 모나코       | 6위  | 1:44.98 |                |
| 2005년 8월 14일 | 800m | 2005년 세계육상선수권대회      | 헬싱키       | 4위  | 1:44.98 |                |
| 2005년 9월 10일 | 800m | 2005년 세계 육상 파이널        | 모나코       | 1위  | 1:47.05 |                |
| 2006년 3월 12일 | 800m | 2006년 세계 실내 육상 선수권   | 모스크바     | 1위  | 1:47.15 |                |
| 2006년 9월 9일  | 800m | 2006년 세계 육상 파이널        | 슈투트가르트 | 3위  | 1:47.22 |                |
| 2007년 9월 2일  | 800m | 2007년 세계육상선수권대회      | 오사카       | 5위  | 1:47.42 |                |
| 2008년 8월 23일 | 800m | 2008년 하계 올림픽             | 베이징       | 1위  | 1:44.65 |                |

### 실외 개인 최고 기록
| 종목  | 날짜       | 장소       | 기록        |
| ----- | ---------- | ---------- | ----------- |
| 600m  | 1999/09/01 | Bellinzona | 1분 14초 94 |
| 800m  | 2002/09/08 | 리에티     | 1분 42초 34 |
| 1000m | 2002/07/07 | Réthimno   | 2분 18초 60 |

### 실내 개인 최고 기록
| 종목  | 날짜       | 장소         | 기록        |
| ----- | ---------- | ------------ | ----------- |
| 800m  | 2003/02/02 | 슈투트가르트 | 1분 44초 97 |
| 1000m | 2002/02/20 | Pireás       | 2분 19초 60 |